# Động đất Tottori 2000
Động đất Tottori 2000 (鳥取県西部地震 Tottori-ken seibu jishin) là trận động đất xảy ra vào lúc 13:30 (JST), ngày 6 tháng 10 năm 2000. Trận động đất có cường độ 7.3 richter, tâm chấn độ sâu khoảng 9 km. Trận động đất không gây ra sóng thần nhưng đã làm 182 người bị thương.